# Обервайд
Обервайд (нем. Oberweid) — община в Германии, в земле Тюрингия. 
Входит в состав района Шмалькальден-Майнинген. Подчиняется управлению Хоэ Рён.  Население составляет 531 человек (на 31 декабря 2010 года). Занимает площадь 10,19 км².